# Джордан Мекнър
Джордан Мекнър (на английски: Jordan Mechner) е американски програмист, дизайнер на компютърни игри и режисьор.

## Биография
Роден е през 1964 г. в Ню Йорк, завършва Йейлския университет през 1985 г.
Първата игра, която създава през 1984 година, когато още следва, се нарича Karateka. През 1989 г. създава Prince of Persia, за чиято направа Джордан изучава по снимки и видео как брат му Дейвид тича и скача. Играта, излязла през 1989 г., е отличена за плавната компютърна анимация на фигурите. И двете заглавия са издадени от фирмата Brøderbund.
През 1993 г. основава фирмата Smoking Car Productions в Сан Франциско и създава играта „The Last Express“. Въпреки че играта получава добри отзиви от критиците, тя не постига търговски успех и фирмата е закрита.
През 2003 г. Ubisoft издава четвъртата поред игра от сагата - Prince of Persia: The Sands of Time, в която Мекнър допринася като програмист и дизайнер. Името му се споменава в продължението Prince of Persia: Warrior Within. Третата и последна част на The Sands of Time е Prince of Persia: The Two Thrones, излязла през 2005 г.
По повод играта Warrior Within Мекнър казва през декември 2005 година в интервю, че не е привърженик на изкусното пресъздаване на сцени на насилие, които водят до рейтинг M на играта. Мекнър казва също, че не харесва сюжета, диалозите, гласовете и стила на Warrior Within.
В днешни дни Мекнър се занимава както с видеоигри, така и със сценарии за филми. Той е сценарист и режисьор на двата наградени документални филма Waiting for Dark и Chavez Ravine: A Los Angeles Story.

## Игри
- Prince of Persia: The Sands of Time – 2003 г.
- Prince of Persia 3D – 1999 г.
- The Last Express – 1997 г.
- Prince of Persia 2: The Shadow and the Flame – 1993 г.
- Prince of Persia – 1989 г.
- Karateka – 1984 г.